# Eriotheca dolichopoda
Eriotheca dolichopoda là một loài thực vật có hoa trong họ Cẩm quỳ. Loài này được A.Robyns mô tả khoa học đầu tiên năm 1979.